# Eduardo Peruchena
Eduardo Peruchena (nació en Buenos Aires, Argentina, el 29 de octubre de 1964) es un entrenador argentino de balonmano que dirigió a la Selección femenina de Argentina.

## Biografía
Desarrolló una carrera relacionada con el Balonmano. Jugó durante 10 años en el club Lujan, equipo de su colegio y entrenó a otros clubes, mientras que paralelamente es profesor de Educación Física  en el Colegio Tarbut. Cabe destacar que fue el primer entrenador que alcanzó la clasificación olímpica con la Selección Argentina de Handball Femenino, consiguiendo este hito en el año 2016. Como directo técnico, muchos especialistas han afirmado que sus logros y progresos han sido únicos para el deporte argentino
En el año 2012 la Confederación Argentina de Handball (C.A.H.) publicó una encuesta en su página web, luego de varios días de votación entre 4 candidatos a entrenador, Peruchena finalizó primero por lo que semanas después fue anunciado como el técnico del equipo femenino.

## Logros
- Campeonato Panamericano 2017, subcampeón.[8]

- Juegos Olímpicos Río 2016, 12 ° puesto (primera participación olímpica).[7]
- Juegos Panamericanos Toronto 2015, subcampeón.[9]
- Campeonato Panamericano Cuba 2015, tercer puesto.[10]
- Campeonato mundial 2015, 18 ° lugar.[7]
- Campeonato mundial 2013,19 ° lugar.[7]